# Ermin Velić
Ermin Velić (* 1. April 1959 in Jajce, SFR Jugoslawien) ist ein ehemaliger jugoslawischer Handballspieler und Handballtrainer, der seit 1992 auch die französische Staatsbürgerschaft besitzt.

## Karriere

### Verein
Ermin Velić spielte in seiner Heimat für den RK Borac Banja Luka, mit dem er 1981 die jugoslawische Meisterschaft sowie 1979 den jugoslawischen Pokal gewann. 1989 wechselte der 1,90 m große Torwart nach Frankreich zu US Créteil HB. Nach einer Saison bei SLUC Nancy kehrte er nach Créteil zurück, wo er 1993 das Finale in der Coupe de France erreichte. Er spielte zum Ende seiner Laufbahn für HB Saint-Brice 95 und USM Gagny.

### Nationalmannschaft
Mit der jugoslawischen Nationalmannschaft gewann Velić bei der Weltmeisterschaft 1982 die Silbermedaille. Bei den Olympischen Spielen 1988 in Seoul kam er zu vier Einsätzen und gewann mit der Auswahl die Bronzemedaille. Bei der Weltmeisterschaft 1990 erreichte er mit Jugoslawien den vierten Platz.

### Trainer
Velić arbeitete im Anschluss als Torwarttrainer in Créteil. Von 2005 bis 2012 war er Cheftrainer bei CSM Puteaux Handball.